# Freya Van den Bossche
Pour les articles homonymes, voir Van den Bossche.
Freya Van den Bossche, née le 26 mars 1975 à Gand, est une femme politique belge néerlandophone socialiste.

## Biographie

### Parcours politique
Licenciée en sciences de communications de l'université de Gand en 1999, elle devient vice-première ministre et ministre du Budget au sein du gouvernement fédéral Verhofstadt II en octobre 2005. Elle siège comme conseillère communale, à la ville de Gand depuis 2000.
Elle est élue députée flamande en 2009, réélue en 2014, 2019 et 2024.
Un sondage de La Libre Belgique la classe à la 7e place de la cote de popularité des hommes et des femmes politiques belges. Elle est la fille de l'ancien ministre Luc Van den Bossche.
Elle redevient ministre flamande du Logement, de l'Énergie, de l'Économie sociale et de la Politique des villes de 2009 à 2014.
Le 8 janvier 2025, elle devient présidente du Parlement flamand.